# Горький рис
«Горький рис» (итал. Riso Amaro) — художественный фильм, драма Джузеппе Де Сантиса, вышедшая на экраны в 1949 году. Название содержит игру слов: «riso amaro» — итал. «горький рис» / «горькая улыбка». Картина признана классикой неореализма и одной из наиболее значительных работ в фильмографии Джузеппе Де Сантиса. Картина стала второй в трилогии режиссёра о сельской жизни Италии: «Трагическая охота», «Горький рис» и «Нет мира под оливами».
Картина стала важным событием в культурной жизни страны и продемонстрировала хорошие показатели в итальянском и международном прокате. Картина получила разноречивые оценки специалистов, которые, прежде всего, отметили коммерческий подход и излишне откровенные сцены, что могло дискредитировать социальное начало, характерное для начального периода неореализма. После выхода картины на экраны критики заговорили о раннем кризисе жанра.
Высокую оценку заслужила актёрская игра и ставшая откровением работа дебютантки в главной роли 18-летней Сильваны Мангано.
Картина благотворно повлияла на последующую карьеру всех ведущих актёров фильма.
Номинация на премию «Оскар» (1950, лучший литературный первоисточник).

## Сюжет
Действие картины начинается в Турине и далее происходит в сельской местности, в районе городка Верчелли, в мае 1948 года. Вальтер и его подруга Франческа крадут из отеля дорогое колье. Пытаясь скрыться от полиции, они бегут на вокзал и пытаются смешаться с работницами, направляющимися на рисовые плантации.
В поезде Франческа познакомилась и быстро сошлась с Сильваной. Она обещает Франческе помочь устроиться на работу, хотя у той не было необходимых документов. Между женщинами возникает дружба. Поезд приезжает на станцию и женщины вселяются в бараки. Начинаются крестьянские будни. Франческа работает как нелегальная работница (clandestino), пообещав отдать часть своего заработка хозяевам и надсмотрщикам. Она постигает основы деревенской жизни и ежедневного тяжёлого труда по колено в воде. Сильвана по вечерам слушает рассказы новой подруги об удивительной для неё городской жизни.
Подруги встречают демобилизованного капрала Марко из воинской части, расквартированной неподалеку от бараков. Поначалу он начинает ухаживать за Сильваной и предлагает ей уехать вместе с ним, но та отвергает его знаки внимания. Законно устроившиеся на работу женщины поднимают бунт, называя незаконных работниц штрейкбрехерами. Вмешательство солдат во главе с Марко улаживает конфликт. Между ним и Франческой возникают чувства.
В работе возникает перерыв, связанный с дождём. После нескольких дней вынужденного простоя работницы всё равно решают выйти на работу, несмотря на ливень, и у одной из крестьянок случается выкидыш прямо на рисовом поле. Франческа помогает вынести несчастную с поля и оказывает помощь. В это же время Вальтер совращает и насилует Сильвану.
У Вальтера постепенно созревает план — во время праздника завершения сезона украсть собранный рис. Найдя несколько сообщников, он готовит операцию и собирается угнать несколько грузовиков. Вальтер увлекается Сильваной, соблазняет её перспективами новой жизни и делаёт её своей сообщницей. Он подговаривает девушку отвлечь внимание крестьян во время праздника окончания трудового сезона тем, что она затопит поля водой.
Во время праздника нового урожая Сильвану выбирают королевой красоты Miss Mondina, но в этот момент поток воды начинает заливать поля. Все бросаются спасать посадки. Франческа обращается к Марко за помощью, подозревая, что за этим стоит Вальтер. Они находят Вальтера и Сильвану на бойне и в перестрелке ранят Вальтера. В последний момент Сильвана узнаёт, что Вальтер обманул её. Он подарил Сильване колье как подарок на помолвку, но оно оказалось фальшивым. Последний выстрел в Вальтера делает Сильвана и затем, поднявшись на вышку, кончает жизнь самоубийством, бросившись вниз. Крестьяне прощаются с Сильваной, бросая на её тело пригоршни риса.

## В ролях
| Актёр                | Роль                                            |
| -------------------- | ----------------------------------------------- |
| Витторио Гассман     | Вальтер                                         |
| Дорис Даулинг        | Франческа дублировала Андреина Паньяни          |
| Раф Валлоне          | Марко                                           |
| Сильвана Мангано     | Сильвана Мелига дублировала Лидия Симонечи (it) |
| Нико Пепе            | Беппе                                           |
| Мариа Грациа Франсиа | Габриелла                                       |
| Карло Мацарелло      | Мачерони                                        |
| Чекко Ризоне         | Аристиде                                        |
| Анна Маестри         | Ирен                                            |

## Предыстория
1948 год — конец послевоенного периода в истории Италии и время первых демократических выборов в стране. Италия, в прошлом в значительной мере аграрная страна, быстро восстанавливалась и урбанизировалась. Война оказала огромное влияние и на культурную жизнь страны. Во все уголки проник американский кинематограф, журналы, музыка. Американские фильмы доминировали на экранах страны, обеспечивая до 77% кассы итальянского проката. Кроме того, экраны заполняли низкопробные картины местных режиссёров (типичными представителями направления были например Рафаэлло Матарацо (en) и Гвидо Бриньоне (en)). Они эксплуатировали популярные жанры, слепо копируя американский кинематографический стиль, перегружая экран насилием и эротикой, что было в новинку итальянскому зрителю.
Столкновение сложившегося патриархального порядка и зарубежных новинок волнует представителей новой волны итальянского кинематографа. Джузеппе Де Сантис был одним из самых молодых членов творческой группы, сплотившейся вокруг журнала «Cinema Nuovo» — идеологического центра неореализма. Ещё в годы войны Де Сантис опубликовал в журнале несколько статей, впоследствии заложивших основы неореализма как самостоятельного жанра. Его взгляды на искусство сложились под воздействием советского, европейского и американского кинематографа. Де Сантис, в частности, высоко ценил Пудовкина и Эйзенштейна, разделяя их взгляды на теорию монтажа и построения мизансцены.

## История создания

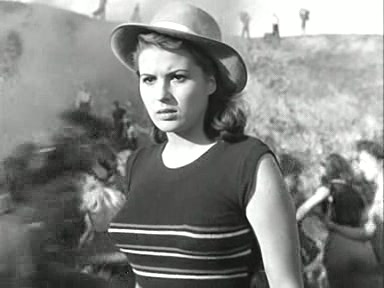
Сильвана Мангано в роли Сильваны

«Горький рис» стал вторым полнометражным фильмом Джузеппе де Сантиса. Идея создания картины пришла к Джузеппе в сентябре 1947 года. Джузеппе возвращался из Парижа, с презентации своей картины «Трагическая охота», и пересел на поезд в Милане, направлявшийся на север Италии. Вагон был полон молодых женщин, сезонных работниц (mondina), собиравшихся в район рисовых плантаций. В послевоенной стране для многих это была единственная возможность заработка. От них он услышал невеселые рассказы о работе по колено в воде, о заработке в 40 000 лир и мешок риса за сезон . По возвращении в Рим Джузеппе вместе со своим другом Карло Лидзани начал работу над сценарием, который они предложили компании «Lux Film» (en). По версии Дино Де Лаурентиса, идею ему подсказал Гвидо Гатти, предложив снять фильм о сборщицах риса и заметив, что может получится замечательная история с лёгким налётом эротики, привлекательной для зрителей. Гатти и предложил кандидатуру Джузеппе Де Сантиса — многообещающего молодого режиссёра.
Осенью 1947 года Де Сантис встретился в Турине с одним из руководителей студии «Lux Film» Риккардо Гуалино (it). Они решили, что наилучшим местом для съёмок станет натура в районе Пьемонта, недалеко от Турина, где тогда располагалась штаб-квартира кинокомпании. Над сценарием работал коллектив из нескольких авторов, большей частью это были коллеги Де Сантиса по журналу «Cinema Nuovo». Сценаристы выезжали в сельскую местность с тем, чтобы подробнее познакомиться с бытом и условиями работы. Своё влияние на будущий сюжет оказали любимые писатели Де Сантиса Флобер и Мопассан, в частности, их произведения «Госпожа Бовари» и «Ожерелье».
В сценарии отразилась вся новая послевоенная жизнь страны. Конкурсы красоты, модные американские журналы, заполонившие рынок печатной продукции, популярная музыка. Журнал фотокомиксов «Grand Hotel» (it), который увлеченно просматривает главная героиня картины — один из символов послевоенной итальянской истории. Подобного рода печатная продукция была популярна среди выходцев из сельской местности — малограмотных и мечтающих о лучшей доле.
Работа над сценарием началась в октябре 1947 года. Руководству компании «Lux Film» очень понравился сценарий, и хотя кандидатура молодого режиссёра вызывала сомнения, успех его предыдущего фильма «Трагическая охота» говорил сам за себя. Джузеппе Де Сантис придерживался коммунистических взглядов, тогда как Де Лаурентис был скорее умеренным социалистом. Тем не менее, на съёмочной площадке у них практически не было трений. Картина снималась без дотаций со стороны государства; благодаря этому, удалось избежать влияния цензуры. Зимой 1947–1948 года продолжилась работа над сценарием, и он был готов 18 апреля 1948 года. Именно тот день парламентских выборов определил историю Италии на многие годы вперёд. Коммунистическая партия во главе с Пальмиро Тольятти неожиданно проиграла выборы и ушла в оппозицию. Разразился острый политический кризис, страна оказалась парализована волной демонстраций и всеобщей забастовкой, что привело к некоторой задержке с началом съёмок.

## Подбор актёров
Среди кандидатов на ключевую роль Сильваны продюсеры рассматривали: Карлу Дель Поджо, Джину Лоллобриджиду, Мартин Кароль и Лючию Бозе. Все они Де Лаурентиса не устроили. Он искал симпатичную девушку, подходящую к типажу сезонной работницы. Гуляя вечером по Риму Дино увидел на плакате конкурса мисс Италия (en) очаровательную девушку с высокой грудью. «Вот она, — сказал он другу, — наша mondina». Конкурсанткой была 18-летняя жительница Рима Сильвана Мангано. Она работала манекенщицей в одном из римских модных домов. Её кинематографический опыт ограничивался парой ролей в массовке, но девушка мечтала о карьере в кино. В компании Lux Films поначалу воспротивились неожиданной кандидатуре, но Дино Де Лаурентис поручился за неё своим реноме. Когда девушка впервые появилась в студии, она перед этим попала под проливной дождь и испортила себе прическу и макияж. Дино даже не узнал её, но дальнейшие пробы только укрепили его во мнении. Её образ именно то, что он долго искал: удивительное сочетание архетипа «девушки из соседней двери» (en) и пинап-символа, которое так ценится в Голливуде.
Все четверо ведущих актёров картины только начинали карьеру на итальянском киноэкране. Фильм стал фактически первой значительной ролью для Рафа Валлоне и новым поворотом в его бурной биографии. Валлоне, коренной житель Турина, был профессиональным футболистом, играл за Торино. В годы войны входил в ряды сопротивления и по её окончании стал журналистом коммунистической газеты L’Unità. Его кандидатуру на главную роль в будущей картине предложил главный редактор газеты Давиде Ладжоло (it). Валлоне не собирался становиться актёром, но, как сам позже вспоминал заразился от Де Сантиса идеей сценария. Витторио Гассман был в основном известен как театральный актёр, хотя в 1946—1947 годах успел сняться в нескольких небольших ролях. После войны Дорис Даулинг вместе с сестрой покинула США, в поисках удачи в европейском кинематографе. Ди Сантис подобрал на роль Франчески Дорис Даулинг, так как видел в этом персонаже противопоставленном Сильване, именно американку. Даулинг считалась единственной настоящей звездой в ансамбле — успев сняться у Уайлдера в «Потерянном уикэнде». Важная роль второго плана Габриеллы досталась Марии Грации Франсиа. 17-летней актрисе предстояло воплотить сложный трагический образ крестьянки, которая едва не умирает от выкидыша прямо на рисовом поле.

## Производство
Съёмки картины прошли летом 1948 года в районе города Верчелли и заняли 75 дней. Производство пришлось на самый жаркий период итальянского лета, что вызвало некоторые проблемы — картина в основном снималась на натуре. Один из самых богатых людей страны — владелец концерна FIAT Джанни Аньелли, близкий знакомый Риккардо Гуалино, предложил свою помощь. Съёмки прошли на ферме Венериа Лингана, принадлежавшей Аньелли и он лично помогал в производстве и материальном обеспечении картины. Съёмочная группа поселилась примерно там же, где жили герои картины — в бараках, принадлежавших одному из подразделений компании FIAT.
Производство всё же несколько отличалось от обычных спартанских условий и скудного бюджета, в рамках которых создавались другие представители неореализма. Режиссёр заметив, что главная героиня Сильвана лучше выглядит в динамичных сценах, нередко прибегал к постановочным сценам и операторским изыскам. Де Сантис и оператор картины Отелло Мартелли широко пользовались краном и движущейся камерой. Также в ленте присутствует панорамная съёмка, захват широкого пространства камерой, закреплённой на тросе, протянутом через поле. Была задействована большая массовка, широко привлекались непрофессиональные актёры — настоящие сборщики риса. Де Сантис тщательнейшим образом работал над мизансценой и ставил кадр. Ключевая сцена, в которой Сильвана и Вальтер танцуют буги-вуги, хотя и выглядит как импровизация — плод долгой подготовки и репетиций с профессиональным хореографом. Голоса всех исполнителей главных ролей, как это было принято в итальянском кинематографе, были дублированы другими актерами.

## Окончание работ и прокат

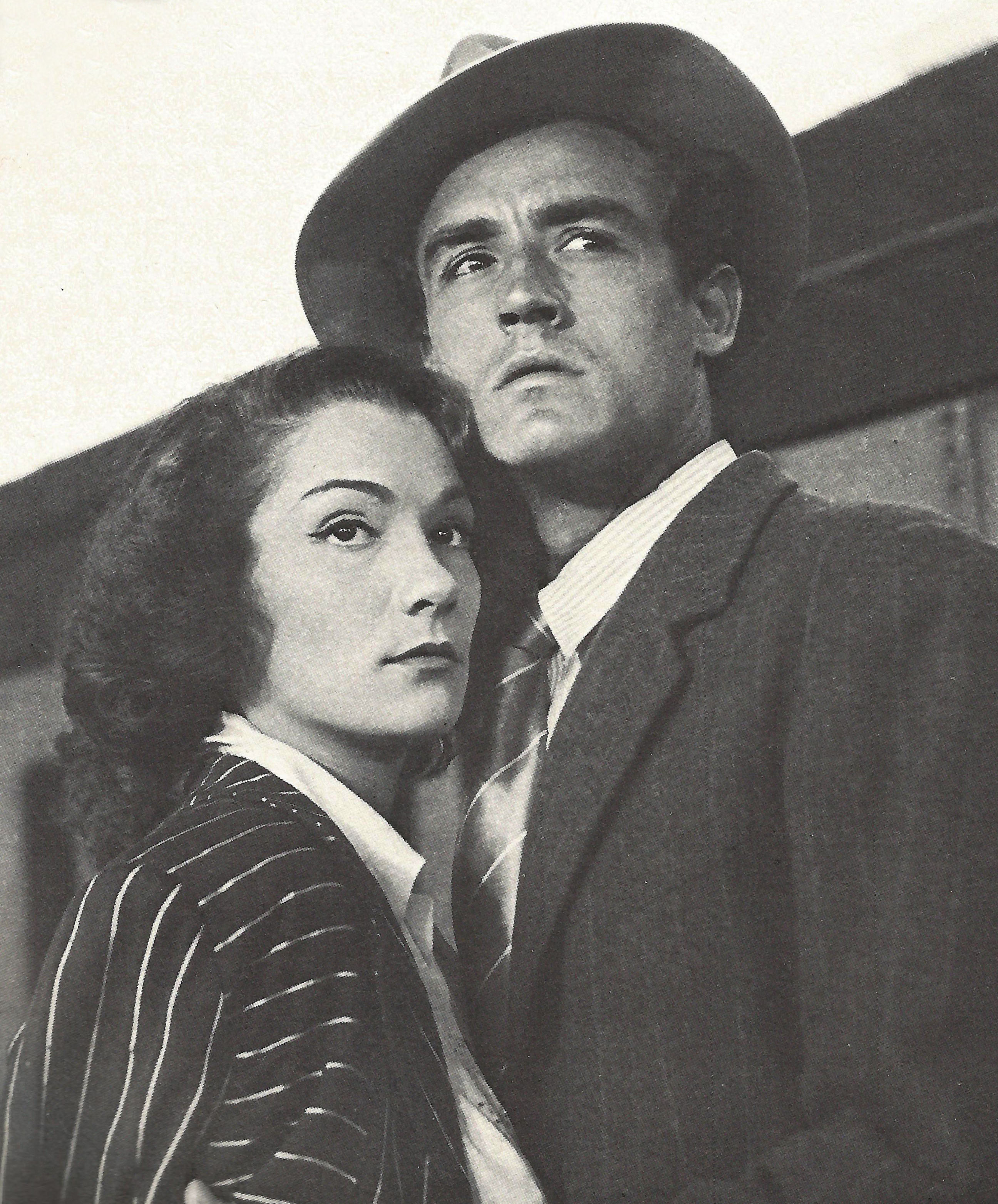
Франческа (Дорис Даулинг) и Вальтер (Витторио Гассман)

Время работы над картиной совпало с бурными событиями в истории Италии. C самого начала работы над картиной подробности производства широко освещались прессой. Съёмочную площадку посещали известные деятели культуры: Чезаре Павезе, Итало Кальвино, Антонелло Тромбадори (en), Давиде Ладжоло и другие. Серию снимков со съёмочной площадки картины опубликовал Роберт Капа. Фотографии Мангано обошли страну и за ней пытались ухаживать известные персоны. На съёмочной площадке появлялись Джанни Аньелли и Марчелло Мастроянни, выказывая знаки внимания 18-летней актрисе. Близкое знакомство Чезаре Павезе с сестрой Дорис — Констанс Даулинг закончилось трагически. В 1950 году, после их разрыва, он покончил жизнь самоубийством.
14 июля 1948 года произошло покушение на жизнь Пальмиро Тольятти. Он с трудом выжил после трёх выстрелов, но эти события повлекли за собой дальнейшую эскалацию напряженности в стране. По стечению обстоятельств, именно 14 июля в газете L’Unità был опубликован репортаж Итало Кальвино со съёмочной площадки картины, вызвавший резонанс в стране. Наиболее острые столкновения между протестующими и полицией имели место как раз в районе съёмок картины, в окрестностях Верчелли, таким образом, статья в значительной мере повлияла на нарастание политического напряжения в стране.
Работа над картиной завершилась в октябре 1948 года. Дебютный показ картины состоялся на Каннском фестивале, весной 1949 года. В итальянский прокат картина вышла только осенью 1949 года, а в европейский и мировой и американский прокат ещё полгода спустя. Причиной задержки стали опасения показа откровенной в вопросах морали картины в условиях политической напряжённости в стране. Значительное количество откровенных сцен (по меркам 1940-х годов) повлекло нападки одновременно и католической церкви, и представителей левых кругов. Вызывающие фотографии и постеры с Сильваной Мангано в легкомысленных шортах и обтягивающей блузке разошлись по всей стране и за её пределами. Продюсер предпочел немного переждать шум и начать показ попозже . Картина продемонстрировала высокие показатели в итальянском прокате, чем не могли похвастаться лучшие работы де Сика и Росселини. Специалисты отметили то, что «женская» тема картины прозвучала в унисон с настроениями молодёжи, что, в большой мере, и повлекло за собой хорошие показатели в прокате.
Картина была весьма успешна в европейском прокате, в частности во Франции и Великобритании. В США картина встретила сопротивление со стороны Легиона приличия за аморальное содержание, чрезмерное насилие и насмешку над христианскими ценностями. Lux film поначалу не получили разрешения со стороны Легиона и только значительно позже рейтинг С, ценой определённых купюр. Отдельные американские критики даже называли картину прокоммунистической. Несмотря на это интерес к картине был столь велик, что в США была сначала выпущена версия с субтитрами, а в 1951 году в повторный прокат вышла дублированная версия картины, которую компания Lux продала без посредников непосредственно сетям кинотеатров. В прокате США «Горький рис» собрал свыше $3,4 млн. Журнал Newsweek назвал картину самым популярным иностранным фильмом из всех, что шли на экранах Америки.

## Символизм и заимствования
Действие пионерских работы в жанре («Рим, открытый город», «Похитители велосипедов») разворачивалось в городской среде. Висконти («Земля дрожит») и Де Сантис своими работами начали развивать сельскую тематику неореализма. Как никакой другой представитель неореализма того периода «Горький рис» символизировал перемены, охватившие общество. Будучи плоть от плоти итальянской, картина стала, своего рода, антитезой неореализма, обратившись к весьма разноплановым жанрам. В картине не так бросается в глаза то, что она снималась в тесных финансовых рамках, как это было в других известных итальянских картинах того периода. Однако зрителя привлекает и то, что всё жанровое разнообразие снято в весьма скромных декорациях: бараки, склады и рисовые поля.
Начало картины настраивает на документальный лад: показана с высокой точки панорама залитых полей, стоящих по колено в воде пропольщиц, в геометрически расчерченных рисовых чеках. На фоне звучит голос комментатора, рассказывающий о том какую роль играл сбор риса в истории страны и что технология возделывания мало изменилась за последние пять столетий. В следующем эпизоде в начале картины Франческа застаёт Сильвану рассматривающей фотокомикс Grand Hotel. Де Сантис высмеял, широко распространившуюся в стране в послевоенное время, моду на всё американское. Первые конкурсы красоты в эпизоде с праздником «Miss Mondina 1948». Фотокомиксы и жевательная резинка. Страсть к популярной музыке буги-вуги. В картине присутствует и сцены характерные для криминального фильма, мюзикла и немалая примесь эротики. Замечательная сцена, с женщинами, поющими на рисовом поле — реверанс американским музыкальным картинам с популярной сценой о рабах на хлопковых плантациях. Им также нельзя было разговаривать и приходилось общаться при помощи пения.
Отчетливо, как было характерно для неорелизма в целом, ощущается влияние школы советского кинематографа. Трагическая концовка с перестрелкой перекликается с эйзенштейновской «Стачкой» . Также заметно влияние классиков французской довоенной школы Рене Клера и Жана Ренуара. Съёмки с высокой точки — дань уважения стилю Ренуара. Картина пронизана движением, социальное начало и конфликт в значительной мере передается невербальным началом: жестами героев, языком тела, танцем. Характерен эпизод в начале картины в которой Вальтер, сам скрывающийся от полиции, тем не менее, вовлекается в танец призываемый манящей фигурой Сильваны. Именно фигура Сильваны постоянно оказывается в центре действия, словно притягивая к себе события.
Одна из ключевых в картине — сцена разговора между Сильваной и Франческой в бараке. Её эротический подтекст очевиден: обе девушки предстают в нижнем белье и ведут беседы на откровенные темы. Образ Франчески подобен героиням 1930-х: она холодна и асексуальна. Сильвана, наоборот, вызывающе чувственна, являя новый женский образ. Сильвана жадно ловит каждое слово из рассказа Франчески о её преступном прошлом и работе горничной в богатом отеле. Столкнувшись с вором-джентльменом (en) Вальтером, Сильвана словно соприкасается с образом, сошедшим со страниц журнала светской хроники. Режиссёр, не прибегая к привычной для мелодрамы структуре любовного треугольника, использует четвёрку главных героев. Схожая структура четырёхугольника имела место и в предыдущем фильме, но здесь конфликт сложнее. Противостояние двух главных героинь фильма в особом свете освещает конфликт. В начале картины Франческа символизирует капиталистическое начало: достаток, романтику и приключения. Сильвана же представитель сельской глубинки Италии: та, что стремится к городской жизни, к атрибутам благоденствия.
Ближе к концовке подруги меняются местами. Франческа становится своей среди крестьянок и находит общий язык с положительным героем Марко. Сильвана сближается с проходимцем Вальтером. Парадоксальный мотив картины состоит в противопоставлении индивидуальности и социума, столь характерном для советского кинематографа. Режиссёр нашёл своеобразное решение, придав яркие индивидуальные черты девушке из народа Сильване. Она постоянно оказывается вне толпы, вне правил и канонов. Франческа, будучи по завязке сюжета номинальным представителем противоположного капиталистического лагеря, неожиданно оказывается своей в среде народа, смешавшись с остальными работницами. Нарратив и развязка картины полностью соответствует теории Пудовкина о том, что индивидуализм не доводит до добра. В развязке Сильвана, покончив с собой, символически возвращается к своим истокам и её подруги по тяжёлой работе принимают её обратно, бросая на её тело пригоршни риса и делясь крохами своего нелёгкого заработка. Символически обыгрывается и само занятие девушек — прополка риса, уничтожение сорняков, очищение от скверны. Итальянское mondina созвучно с mondariso — то есть очищать рис.

## Критика
Картина молодого режиссёра привлекла самое пристальное внимание критики, заслужив весьма противоречивые оценки. Специалисты по-разному отнеслись к жанровой эклектике. Некоторые киноведы расценили её как проявление кризиса в едва появившемся новом жанре. «Горький рис» стал своего рода компромиссом между марксистскими взглядами Де Сантиса и его любовью к классическому Голливуду. Инга Пирсон отметила, что «Горький рис» наглядно демонстрирует происхождение неореализма как сложного социально-культурного феномена. Индийский кинорежиссёр Сатьяджит Рей в своей статье, посвящённой итальянскому кинематографу, писал, что по сравнению с шедевром Витторио де Сика «Похитители велосипедов» фильм «Горький рис» показался ему «невыносимо фальшивым и вульгарным». По наблюдению Рея, это обусловлено тем, что, «стремясь к документальной истинности, де Сантис остаётся второстепенным художником, которого больше волнуют проблемы изобразительности, чем проблемы общества».

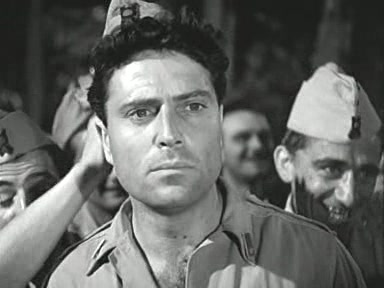
Раф Валлоне в роли Марко

Основной конфликт картины — борьба между развлекательным и реалистичным подходом, характерным для всего кинематографа. Как писал Миллисент Маркус, поезд, отправляющийся в начале картины из Турина в сельскую глубинку страны, с первых же минут символизирует разрыв со всеми шаблонами и путешествие в неизведанное. Использование развлекательной формы расценивали и как возможность донести сложный социальный подтекст при языка массовой культуры. Известно, что Де Сантис разделял идеи Антонио Грамши о просвещении и возвышении рабочего класса. Критики отметили и то, как от картины к картине росло и развивалось мастерство режиссёра и его собственный взгляд на искусство. В своём первом фильме «Трагическая охота» Де Сантис уделял намного больше внимания чисто документальному подходу, отражению правды жизни и рассказу о крестьянском укладе. В «Горьком рисе» заметно обращение к сложным социальным вопросам, столкновению времён и культур, к роли и образу женщины в послевоенной Италии.
До картины Де Сантиса образы главных героев в итальянском кино были практически только мужским уделом. Впервые образ женщины выходит на первый план. Исторические и культурные изменения в итальянском обществе привлекали всё большее внимание к роли женщин, к их вкладу в победу в войне и росту их самосознания. Пионеры неореализма Де Сика и Росселини охотно выдвигали женщин на ведущие роли в повествовании. Если раньше типичная женская роль была одномерна — мать или жена в патриархальном укладе, — то теперь роль Сильваны становится намного сложнее и выпуклее. Героиня меняет свои взгляды по мере развития сюжета. Можно сказать, что самостоятельная роль есть и у чувственного тела актрисы. Образ Сильваны — в значительной мере развитие образа Северин (актриса Симона Симон), героини французской картины «Человек-зверь» (1938): сложный образ женщины-фаталь, заигрывающей со смертью на манер Раскольникова.
То, что женщины продолжали оставаться в европейской стране в середине XX века на почти рабском положении, усиливает трагическое начало в картине. Образ Сильваны в этом смысле продолжает настрой, заданный дебютными картинами Росселини, с женщиной, бросающей вызов традиционным устоям общества. От зарубежных критиков Сильвана Мангано получила самые лестные отзывы. Так, Босли Кроутер писал о ней:

Не будет преувеличением описать её как Анну Маньяни на 15 лет моложе, Ингрид Бергман родом из Рима и Риту Хейворт, прибавившую двадцать пять фунтов
Оригинальный текст (англ.) It is not too excessive to describe her as Anna Magnani minus fifteen years, Ingrid Bergman with a Latin disposition and Rita Hayworth plus twenty-five pounds!
— 
В «Горьком рисе» не были заняты звезды, но картина построена и снята так, как если бы они в ней были. Легкомысленное обращение с канонами, увлечение голливудским стилем позволило критикам говорить о пренебрежительном отношении к итальянским традициям. Сборщицы риса, больше похожие на женщин лёгкого поведения, проводящие время в танцах и чтении гламурных журналов, не способствовали созданию документальной атмосферы картины. В коммунистической «L’Unità» режиссёру дали строгую отповедь: «рабочих нельзя воспитывать обнажёнными ногами Сильваны». С современной точки зрения в ленте нет ни одной сцены с обнажением. Тодд Маккарти (en) заметил, что для 1940-х годов это был самый откровенный фильм, какой можно представить. Он закономерно получил от американского Легиона приличия оценку «порицание» (condemned), запрещающую массовый прокат. Де Сантиса обвиняли в размене либеральных идей в угоду низменным интересам публики и поклонению кинозвёздам. Как отметила киновед Мира Лием, картина стала своего рода ревизией системы звёзд, в то время как для неореализма не было характерным привлечение внимания к фигуре главного героя. Питер Бонданелла оценил картину как своего рода противостояние Голливуда и европейского кинематографа. Аналогичный подход имел место в картинах «Пайза» Роберто Росселини или «Без пощады» Альберто Латтуада. Исследователь Инга Пирсон отметила, что в драматической развязке картины, в очищении и катарсисе просматривается некая утопия, видение «новой Италии» в представлении апологетов неореализма.

## Награды и номинации
- 1951 — номинация на премию «Оскар»
  - оригинальный сценарий
- Фильм участник основного конкурсного показа Каннского кинофестиваля[66]

## Значение
1930-е годы принесли особый тип холодной и асексуальной женской кинокрасоты, воплощенный в образах, созданных Гретой Гарбо и Асей Норис. Начиная с 1940-х, с предтечи неореализма «Одержимости» Висконти, внимание режиссёров перемещается от женского лица к женскому телу. Движения и язык тела становится органичной составляющей и частью нарратива картины.
Режиссёр Джанни Пуччини (en) высказал мнение, что именно с «Горького риса» и феномена Мангано началась всемирная мода на итальянских красавиц: Джину Лоллобриджиду, Софи Лорен, Лючию Бозе и других. После фильма возник термин maggiorate (it), применявшийся для целого поколения итальянских актрис . Для всех актёров в главных ролях картина стала определяющей во всей их карьере. Успех «Горького риса» и методы подбора актёров заложили основы для одного из жанровых направлений — «розового неореализма», в котором документальный подход и подлинная драма подменялись приукрашенным изображением псевдосельской жизни. В США картина вновь привлекла внимание к итальянскому кинематографу, а также к итальянским актрисам, как узнаваемой «торговой марке». «Горький рис», наряду с «Седьмой печатью» и «Конформистом», открывал для заокеанского зрителя новые грани европейского кинематографа, демонстрируя большую свободу в освещении табуированных тем. Прокат картины в США сыграл свою роль в постепенном снижении влияния цензуры и началу эпохи после Кодекса.
Для Дино Де Лаурентиса картина стала пропуском к будущим большим международным проектам. После съёмок Сильвана Мангано и Дино Де Лаурентис стали супругами, и Сильвана регулярно снималась в картинах мужа. После «Горького риса», ставшего самым ярким событием в карьере, Сильвана редко возвращалась к образу бойкой деревенской девушки, проявив себя как очень разноплановая актриса. Дино Де Лаурентис так оценивал свою работу:

В тот момент, когда проект впервые попал мне в руки, мне бы и в голову не пришло, каким привлекательным он станет позже. Я знал, что это простая история любви и смерти. Но когда ты создаешь кино, которое так пробуждает эмоции аудитории, это значит, что получился настоящий хит. Думаю, что картина задала направление для моих картин на годы вперёд, именно благодаря тому международному признанию, которое ждало «Горький рис».
Оригинальный текст (англ.) when the project came to me, I never thought it would have the universal appeal it did. I knew it was a simple story of life, love and death. But, when you make a movie that taps so uniquely into the audiences emotions, then you have a hit. I think this did set a pace for the movies I went on to do for the next few years, mainly because we got international recognition for Bitter Rice.
— 